# Gommersdorf (Krautheim)
Gommersdorf ist ein Stadtteil und Dorf von Krautheim an der Jagst im Hohenlohekreis. Der Ort zählt derzeit ca. 650 Einwohner. Die Gemarkungsfläche beträgt 965 Hektar.

## Geschichte

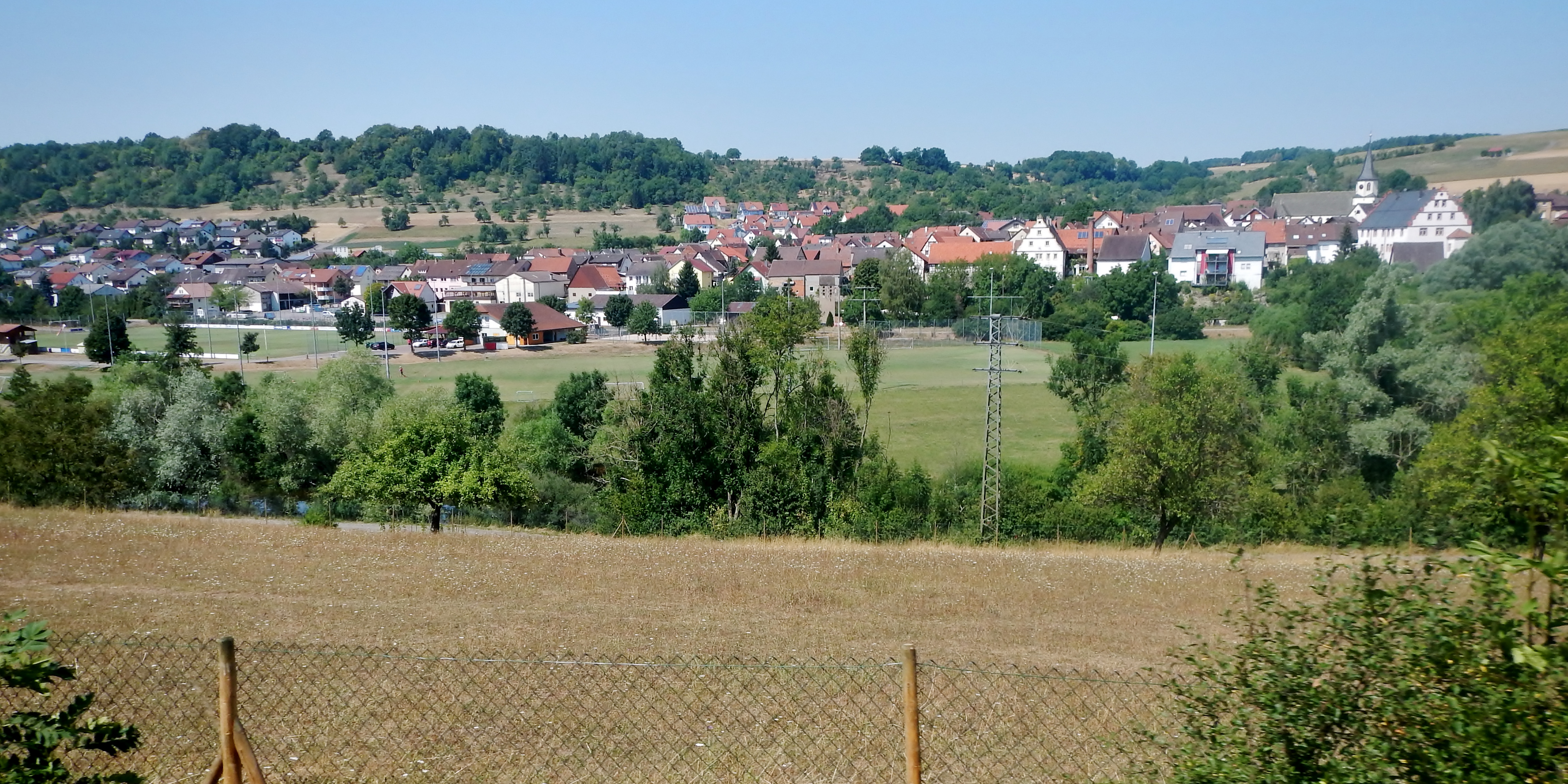
Panoramablick

Gommersdorf erscheint im Jahre 1176 erstmals urkundlich als Weiler unter dem Namen Cumbirshof. Die ersten urkundlichen Besitzer waren die Herren von Aschhausen. Das Dorf entstand aus ursprünglich acht verschiedenen Höfen (Gomarshof, Eulhof, Edelhof, Hüfnerhof, Windischhof, Heldenhof, Steinhof und Zimmerbach). Durch Katastrophen und Kriege wurden alle Höfe bis auf den Gomarshof zerstört. Dadurch siedelten sich um den Gomarshof immer mehr Bauern an, so dass ein kleines Dorf daraus entstand. Im Jahre 1592 wurde der Kirchenbau beendet. Die Pest soll in Gommersdorf in den Jahren 1626–1630 etwa 14 Familien komplett ausgerottet haben. 1883 wurde die Kyffhäuser Kameradschaft gegründet. Im Ersten Weltkrieg fielen 33 Soldaten aus Gommersdorf. Im Zweiten Weltkrieg gab es 38 Gefallene aus Gommersdorf und Vermisste. Der Ort wurde am 1. September 1971 in die Stadt Krautheim eingemeindet.

## Vereinsleben
In Gommersdorf gibt es folgende Vereine:
- Blaskapelle Gommersdorf 1884 e. V.
- Fischereiverein Gommersdorf e. V.
- Freiwillige Feuerwehr Gommersdorf
- Förderverein Kindergarten Gommersdorf
- Gesangverein „Frohsinn“ e. V.
- Frauengemeinschaft Gommersdorf
- Motorsportclub Gommersdorf e. V.
- VfR Gommersdorf 1946 e. V.
- Skiclub Butzberg e. V.
- Jazz Gommersdorf e. V.

## Bauwerke und Kulturdenkmale
- Kath. Pfarrkirche St. Johann, 1592 erbaut, geweiht im Jahre 1598
- Klosterhof, 1596 als Sommerresidenz vom Kloster Schöntal errichtet
- Gasthaus zum Ochsen, erbaut um das Jahr 1600

## Im Ort geboren
- Leander Schnerr (1836–1920), Benediktiner und Erzabt der Erzabtei St. Vincent, Latrobe, USA